# Germán González García
Germán «Basílico» González (Bogotá, Colombia; 26 de enero de 1952) es un exfutbolista y entrenador de fútbol colombiano. Como futbolista jugó en Independiente Santa Fe, club del cual él se considera hincha, y en el Deportes Quindío. Con Santa Fe, fue campeón del Fútbol Profesional Colombiano en el año 1975. Como entrenador, ha dirigido a Santa Fe, Deportes Tolima, Real Cartagena, Llaneros de Villavicencio; y además fue técnico de la Selección Colombia Sub-17, del ACD Lara de Venezuela. En la actualidad, y desde hace un tiempo, trabaja en Independiente Santa Fe como parte de la administración, en el cargo de mánager.

## Trayectoria

### Inicios
Germán "Basílico" González, nació en la ciudad de Bogotá, la capital de Colombia. Allí, empezó a jugar fútbol y cuándo tenía entre 12 y 13 años entró a las divisiones inferiores de Independiente Santa Fe. En las inferiores del equipo cardenal, jugó por varios años, y destacó en el equipo de reservas y llegó hasta la nómina profesional. 
No le hubiera ido nada mal con un jardín infantil. Tiene temperamento para lidiar a los menores y deseos de enseñarles. 
Su fuerte no son las matemáticas ni las primeras letras ni los cuentos. Les enseña a jugar, pero a jugar en serio, profesionalmente, con responsabilidad y compromiso. Es que quiere que muchos sean lo él que fue: jugador de fútbol. 
Creció en el barrio Panamericano de la Localidad de Santa Fé en el Centro deBogotá en donde jugaba todas las tardes un partidito con sus vecinos. Era la única diversión. Además creció con sus ídolos futbolísticos: su papá y uno de sus seis hermanos (cuatro hombres y dos mujeres). A ellos los acompañaba a todos los partidos hasta que se vinculó, con 16 años, a las divisiones inferiores de Santa Fe.

### Independiente Santa Fe
Después de haber jugado en las divisiones inferiores, González debutó como futbolista profesional en el año 1975. En su primer año como profesional, el bogotano jugó varios partidos e hizo parte dentro de la nómina campeona de Santa Fe, que en ese año ganó su sexto título de campeón del Fútbol Profesional Colombiano. Allí, compartió nómina con Alfonso Cañón, Ernesto Díaz, Juan Carlos Sarnari y Carlos Alberto Pandolfi. 

### Deportes Quindío
Luego de haber debutado como profesional, y haber ganado un título con Santa Fe, Germán se fue a jugar al Deportes Quindío en el año 1976. En el equipo "Cuyabro", jugó por un año, y tuvo destacadas actuaciones por lo que volvió a su natal Bogotá. 

### Regreso a Santa Fe
En el año 1977, González vuelve a Independiente Santa Fe. Con el equipo cardenal, jugó algunos partidos en ese año. En 1979, ya como titular, destacó en la nómina del equipo que fue subcampeón del Campeonato Colombiano de aquel año. Un año después, en 1980; Germán jugó con Santa Fe en la Copa Libertadores de América. A finales del año 1981, se retiró del fútbol profesional, después de haber destacado con la camiseta de Independiente Santa Fe. 

## Después del fútbol profesional
Después de haberse retirado del fútbol, Germán montó un negocio y estudió administración de empresas. Sin embargo, no duro mucho en eso ya que volvió al fútbol pero esta vez como entrenador. 

## Carrera como entrenador

### Inicios
Después de haber jugado al fútbol profesional, y haber tenido otros trabajos, Germán empezó su carrera como entrenador cuándo dirigió en un colegio (Liceo de Cervantes El Retiro) donde salió campeón en varios torneos. De allí, pasó a dirigir a las divisiones inferiores de Independiente Santa Fe. Su primer equipo profesional, fue el Deportes Tolima, al cual dirigió en el año 1991.

### Selección Colombia
En el año 1993, González dirigió a la Selección Colombia sub-17. Con la selección, ganó el Campeonato Sudamericano. Gracias a ello, Colombia fue a la Copa Mundial de la categoría. Su segunda etapa en la selección, fue en 1997, cuándo llevó a Colombia a ganar la medalla de oro en Juegos Bolivarianos de Arequipa, Perú. En 1999, dirigió nuevamente a la selección en el Campeonato Sudameriano. 

### Etapa como asistente técnico
Gracias a sus éxitos con la Selección Colombia sub-17, Germán fue llamado por Julio Comesaña para que fuera su asistente en Santa Fe. 

### Independiente Santa Fe
En el año 2005, el bogotano volvió a Independiente Santa Fe, pero esta vez como entrenador del equipo profesional. Con el equipo cardenal, tuvo una buena labor ya que lo llevó hasta el subcampeonato del Torneo Apertura, y lo clasificó a la Copa Libertadores. En el 2006, estuvo hasta mitad del año, ya que los malos resultados en el Campeonato Colombiano provocaron su despido. Un tiempo después, regresó al equipo pero a dirigir nuevamente a las divisiones inferiores. 
En el 2009, González vuelve a dirigir al equipo profesional,  y lo lleva a ganar la Copa Colombia. Así, el equipo cardenal ganó un título después de varios años. Germán estuvo en el banco de Santa Fe hasta mediados del 2010, cuándo debido a la eliminación del equipo, renunció al cargo.

### ACD Lara y Real Cartagena
Unos meses después de haber estado en Santa Fe, a finales del año 2010, González es contratado por el ACD Lara del fútbol de Venezuela. El bogotano dirigió al equipo venezolano en el 2011. Después de su experiencia en el extranjero, a mediados del 2012 fue contratado por el Real Cartagena, donde estuvo por un tiempo. 

### Llaneros Fútbol Club
En el 2016, tras estar varios años sin dirigir, el Llaneros F.C. de la ciudad de Villavicencio lo contrató. En el equipo llanero, dirigió solo por un año.

## Clubes

### Como futbolista
| Club                        | País     | Año              |
| --------------------------- | -------- | ---------------- |
| Club Independiente Santa Fe | Colombia | 1975 y 1977-1981 |
| Deportes Quindío            | Colombia | 1976             |

### Como entrenador
| Club                         | País      | Año                   |
| ---------------------------- | --------- | --------------------- |
| Deportes Tolima              | Colombia  | 1991                  |
| Selección de Colombia sub-17 | Colombia  | 1993-1997             |
| Independiente Santa Fe       | Colombia  | 2005-2006 y 2009-2010 |
| ACD Lara                     | Venezuela | 2011                  |
| Real Cartagena               | Colombia  | 2012                  |
| Llaneros Fútbol Club         | Colombia  | 2016                  |

## Palmarés

### Campeonatos nacionales
| Título           | Club     | País     | Año  |
| ---------------- | -------- | -------- | ---- |
| Primera División | Santa Fe | Colombia | 1975 |

| Título        | Club     | País     | Año  |
| ------------- | -------- | -------- | ---- |
| Copa Colombia | Santa Fe | Colombia | 2009 |